# Enrique Rivero
Enrique Rivero, född 1906, död 1954, var en chilensk skådespelare.
Rivero engagerades av Svensk Filmindustri för att tillfredsställa dess efterfrågan på en latinsk älskare i sin internationella produktion. Efter att han medverkat i ett par roller for han till Frankrike, där han utsattes för mordförsök i ett skandalomsusat privat svartsjukedrama.  

## Filmografi (urval)
- 1927 – Spökbaronen
- 1927 – Ungdom
- 1928 – Hans Kungl. Höghet shinglar
- 1930 - La Bodega
- 1932 - En poets blod
- 1946 - El Hombre que se llevaron